# Piazza al Serchio

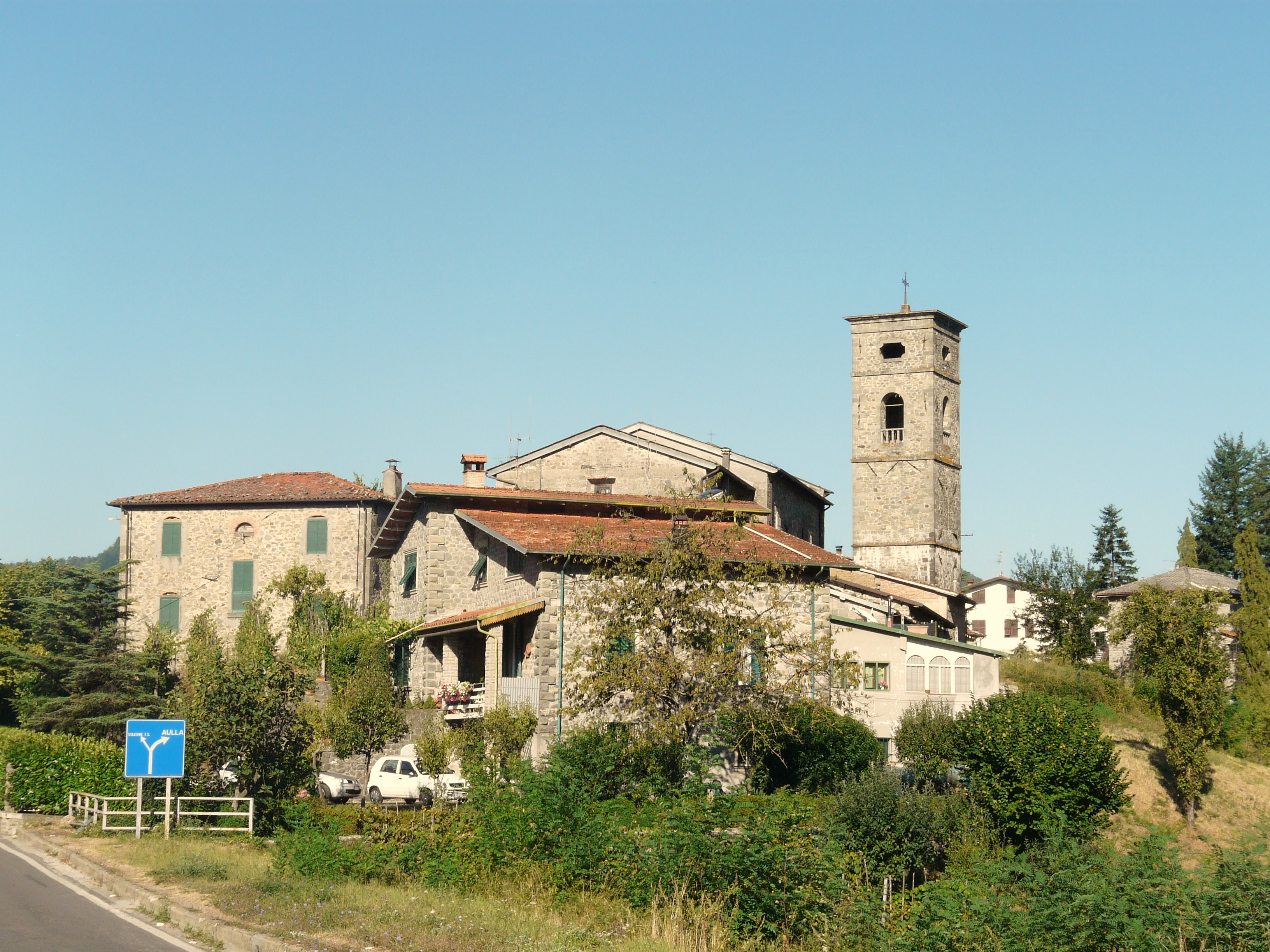
Piazza al Serchio

Piazza al Serchio is een gemeente in de Italiaanse provincie Lucca (regio Toscane) en telt 2515 inwoners (31-12-2004). De oppervlakte bedraagt 27,1 km², de bevolkingsdichtheid is 93 inwoners per km².

## Demografie
Piazza al Serchio telt ongeveer 931 huishoudens. Het aantal inwoners daalde in de periode 1991-2001 met 4,1% volgens cijfers uit de tienjaarlijkse volkstellingen van ISTAT.
| Jaar | Inwoneraantal |
| ---- | ------------- |
| 1991 | 2665          |
| 2001 | 2556          |

## Geografie
De gemeente ligt op ongeveer 536 m boven zeeniveau.
Piazza al Serchio grenst aan de volgende gemeenten: Camporgiano, Giuncugnano, Minucciano, San Romano in Garfagnana, Sillano.
Altopascio · Bagni di Lucca · Barga · Borgo a Mozzano · Camaiore · Camporgiano · Capannori · Careggine · Castelnuovo di Garfagnana · Castiglione di Garfagnana · Coreglia Antelminelli · Fabbriche di Vallico · Forte dei Marmi · Fosciandora · Gallicano · Giuncugnano · Lucca · Massarosa · Minucciano · Molazzana · Montecarlo · Pescaglia · Piazza al Serchio · Pietrasanta · Pieve Fosciana · Porcari · San Romano in Garfagnana · Seravezza · Sillano · Stazzema · Vagli Sotto · Vergemoli · Viareggio · Villa Basilica · Villa Collemandina
1. ↑  https://demo.istat.it/?l=it.